# Бівер Тауншип (округ Клеріон, Пенсільванія)
Бівер Тауншип (англ. Beaver Township) — селище (англ. township) в США, в окрузі Клеріон штату Пенсільванія. Населення — 1761 особа (2010).

## Демографія
Згідно з переписом 2010 року, у селищі мешкала 1761 особа в 707 домогосподарствах у складі 486 родин. Було 807 помешкань
Расовий склад населення:
| - 98,4 % — білих - 0,7 % — чорних або афроамериканців - 0,1 % — корінних американців - 0,1 % — азіатів |

До двох чи більше рас належало 0,8 %. Частка іспаномовних становила 0,1 % від усіх жителів.
За віковим діапазоном населення розподілялося таким чином: 23,2 % — особи молодші 18 років, 60,4 % — особи у віці 18—64 років, 16,4 % — особи у віці 65 років та старші. Медіана віку мешканця становила 42,8 року. На 100 осіб жіночої статі у селищі припадало 102,9 чоловіків;  на 100 жінок у віці від 18 років та старших — 99,0 чоловіків також старших 18 років.
Середній дохід на одне домашнє господарство  становив 48 739 доларів США (медіана — 42 560), а середній дохід на одну сім'ю — 57 115 доларів (медіана — 52 074). Медіана доходів становила 40 625 доларів для чоловіків та 27 269 доларів для жінок. За межею бідності перебувало 10,0 % осіб, у тому числі 15,3 % дітей у віці до 18 років та 3,4 % осіб у віці 65 років та старших.
Цивільне працевлаштоване населення становило 800 осіб. Основні галузі зайнятості: освіта, охорона здоров'я та соціальна допомога — 24,6 %, виробництво — 13,8 %, роздрібна торгівля — 12,6 %, будівництво — 11,9 %.